# Lorena Cabo
Lorena Cabo, nota anche con lo pseudonimo di Lena Valenti (Barcellona, 1979), è una scrittrice spagnola.

## Biografia
È principalmente celebre per aver avviato la Saga Vanir, una serie di romanzi di genere fantasy ispirata alla mitologia norrena, che ha venduto 50 000 copie in Spagna nei primi due anni ed è stata pubblicata in varie nazioni.

## Opere

### Come Lorena Cabo

#### Poesie in catalano
1. Quan va parlar el Buda (2008)

### Come Lena Valenti

#### Saga Vanir
1. El libro de jade (2009) (Ed. Vanir) (Il libro di Jade (2012) Italia (Ed. Fanucci Editore))
2. El libro de la sacerdotisa (2010) (Ed. Vanir) (Il libro di Ruth (2013) Italia (Ed. Fanucci Editore))
3. El libro de la elegida (2011) (Ed. Vanir)
4. El libro de Gabriel  (2011) (Ed. Vanir)
5. El libro de Miya (2012) (Ed. Vanir)
6. El Libro de la Alquimista (2012) (Ed. Vanir)
7. El Libro de Ardan (2013) (Ed. Vanir)
8. El Libro de Noah (2013) (Ed. Vanir)
9. El Libro de los Bardos (2014) (Ed. Vanir)
10. El Libro de Ragnarok (parte I - II) (2015) (Ed. Vanir)